# الحناجرة

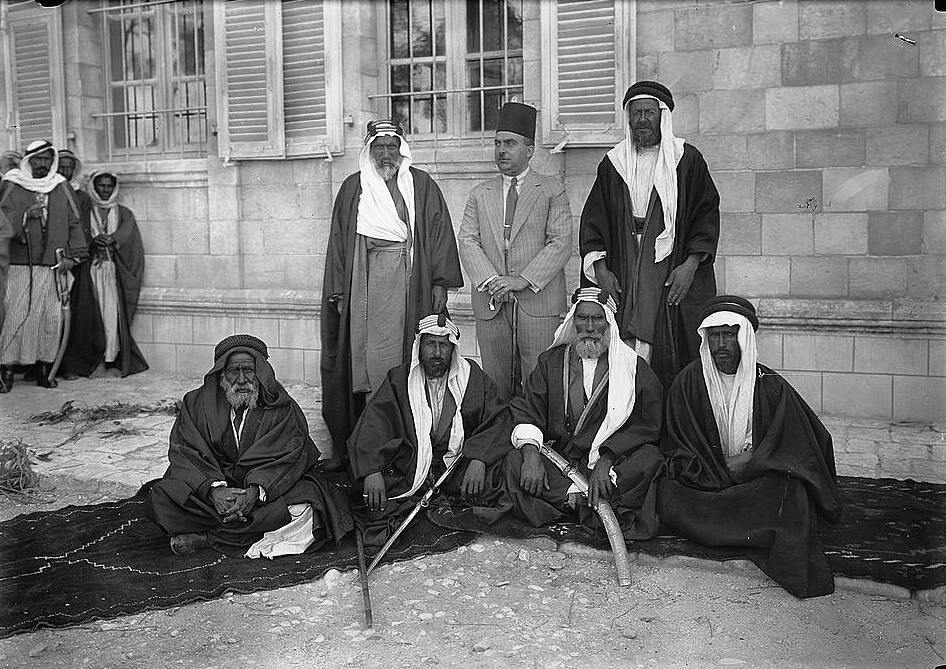
أبناء عشيرة الحناجرة في بئر السبع. الجالس الثالث من اليسار هو الشيخ فريح أبو مدين، زعيم قبيلة الحناجرة. يقف في الوسط عارف العارف، صحفي فلسطيني ورئيس بلدية القدس الشرقية فيما بعد.

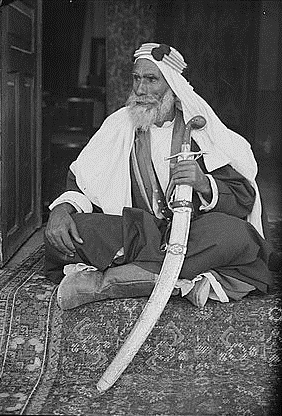
الزعيم العشائري الشيخ فريح أبو مدين، خلال فترة ولايته رئيساً لبلدية بئر السبع، أوائل العشرينيات

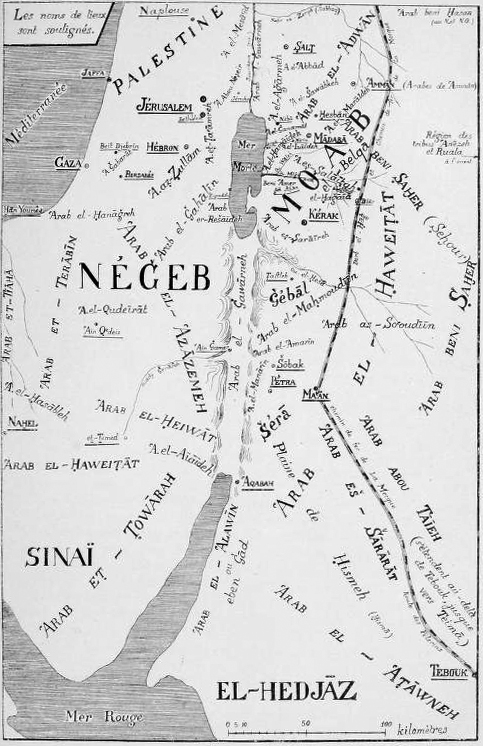
خريطة للقبائل البدوية التي تسكن صحراء النقب عام 1908. الحناجرة مكتوبة بـ "عرب الحناجرة" في الخريطة

عشيرة الحناجرة أو عرب الحناجرة هي إحدى القبائل البدوية الرئيسية التي كانت تعيش في صحراء النقب قبل حرب 1948. امتدت أراضيهم بين دير البلح وغزة (توضيح) وشرقاً إلى أراضي قبيلة الترابين. خلال فترة الانتداب البريطاني، قسمت المنطقة بين غزة وبئر السبع، وحسب التعداد البريطاني لفلسطين عام 1931، بلغ عدد أبي مدين 1,419 نسمة، والنصيرات 1,104 نسمة، والسميري 772، والظواهرة 461، ليصل المجموع إلى 3,735 نسمة، وبحلول صيف عام 1946 ارتفع عددهم إلى 7125 نسمة، وفي عام 1981 بلغ عددهم في قطاع غزة قرابة 10 ألف نسمة، القبيلة تتكون من عدة عشائر بارزة مثل أبي مدين، النصيرات، السميّري، والظواهرة والنبهان والبُرَيْج والنَبْهان. بعد حرب 1948، هجر معظم أفراد القبيلة إلى قطاع غزة والأردن.

## تاريخ
في عام 1830، ركز حاكم غزة عبد الله باشا، ومقره عكا، قواته لإخماد التمرد في جبل نابلس، تاركًا غزة والنقب، سعت قبيلة بني عطية في وادي عربة إلى استغلال غياب سلطة الدولة والتعدي على أراضي قبائل النقب البدوية، بما في ذلك سهول بئر السبع، دون إذن من سلمان علي عزام الهزيل، زعيم التياها. بعد ذلك شكل سلمان الهزيل تحالفًا مع الحناجرة وطرد بني عطية بعد أربع معارك في وادي عرعرة وتل الرخيمة ووادي أبو تلول والمشاش. أفاد صندوق استكشاف فلسطين أنه في أواخر القرن التاسع عشر، قام الحناجرة بزراعة التبغ والبطيخ في خربة إمكيمن بين خان يونس ورفح.
خلال فترة الانتداب البريطاني بين عامي 1920 و1947، كان الزعيم العام لآل الحناجرة وأحد زعماء القبائل المؤثرين في النقب هو الشيخ فريح أبو مدين. خدم في الجيش البريطاني خلال الحرب العالمية الأولى، وبعد قيام الانتداب عين في المحكمة القبلية والمجلس الاستشاري للمفوضية السامية. في أوائل العشرينيات أصبح رئيسًا لبلدية بئر السبع، مكان إقامته، وفي عام 1922 أصبح عضوًا في المجلس التشريعي.
في عام 1946 أصبح الشيخ فريح شخصية بارزة في الحزب العربي الفلسطيني بزعامة جمال الحسيني في منطقة بئر السبع واللجنة المالية للجنة العربية العليا. في أبريل 1948، وكان من الأعيان الذين رحبوا بجماعة الإخوان المسلمين القادمين من مصر لمحاربة القوات الإسرائيلية في فلسطين (توضيح). وكان شيخ قبيلة السميري في فترة الانتداب هو سليم عبد الله السميري، ثم خلف الشيخ جمعة السميري، أما شيخ الظواهرة فهو أحمد أبو ضاهر.
فريح مصطفى أبو مدين، حفيد الزعيم السابق لعشيرة أبو مدين الشيخ فريح فرحان، عين وزيراً للعدل في عهد رئيس السلطة الوطنية الفلسطينية آنذاك ياسر عرفات في التسعينيات.

## التعليم
من بين عدد السكان البالغ 7,125 نسمة، كان 500 فرد من عشيرة الحناجرة يعرفون القراءة والكتابة في عام 1947. وقد التحقوا بمدرستين، مدرسة الحناجرة التي تأسست على بعد 12 كيلومترًا جنوب غزة عام 1924 ومدرسة النصيرات التي تأسست على بعد 5 كيلومترات شرق دير البلح عام 1944. قسمت المدرسة الأولى إلى أربعة مستويات دراسية مع معلم واحد وتضم 75 تلميذا، في حين قسمت الثانية إلى ثلاثة مستويات دراسية وتضم 69 تلميذا.

## أنظر أيضا
- المغراقة
- المصدر
- النصيرات
- العزازمة

## فهرس
- Abu-Rabia، Aref (2001). A Bedouin Century: Education and Development Among the Negev Tribes in the 20th Century. Berghahn Books. ISBN:1571818324. مؤرشف من الأصل في 2024-06-03.
- Gilbar، Gad G.، المحرر (1990). Ottoman Palestine, 1800-1914: Studies in Economic and Social History. BRILL Archives. ISBN:9004077855. مؤرشف من الأصل في 2024-06-03.
- Palestine Oriental Society (1948). The Journal of the Palestine Oriental Society. The Society. ج. 21. مؤرشف من الأصل في 2024-06-03.